# Laksefiskeri i Yemen
 For alternative betydninger, se Laksefiskeri i Yemen (flertydig). (Se også artikler, som begynder med Laksefiskeri i Yemen)
Laksefiskeri i Yemen er forfatteren Paul Tordays debutroman fra 2006. Den er filmatiseret af Lasse Hallström i 2011. (Se Laksefiskeri i Yemen (film)).
Handlingen tager udgangspunkt i, at en umådelig rig sheik fra Yemen vil investere store summer penge på et projekt med laksefiskeri i Yemen. Han engagerer engelske eksperter til den usædvanlige opgave, at skabe en flod med laks midt ude i ørkenen.
Bogen er skrevet som brev- og mailkorrespondancer mellem de involverede, reportager fra medierne og artikler fra fiskerimagasiner.